# Martina (motorfietsmerk)
Martina is een historisch motorfietsmerk.
De bedrijfsnaam was Motocicli Martina, Torino.
Dit was een kleine producent van 173 cc tweetakten met JAP-inbouwmotoren, die echter op aanvraag door motoren van andere merken vervangen werden. De productie liep van 1924 tot 1927.